# Stefan Reichmann
Stefan Reichmann (* 1951 in Rübenau) ist ein deutscher Bildhauer.

## Leben und Werk
Reichmann machte von 1967 bis 1970 in Olbernhau eine Lehre als Elektromonteur und arbeitete von 1971 bis 1973 als Schaltwart in einem Blechwalzwerk. Von 1973 bis 1976 absolvierte er in Berlin ein Ingenieurstudium. Danach arbeitete er bis 1978 als Technologe und bis 1979 als Heizer. Nachdem er seit 1974 autodidaktisch künstlerisch tätig gewesen war, nahm er ab 1977/1978 ein Abendstudium im Bereich Plastik bei Rolf Winkler an der Kunsthochschule Berlin-Weißensee auf.
Er leistete Wehrdienst bei der NVA und arbeitete seit 1981 in Berlin und in Brandenburg freischaffend als Bildhauer. Von 1986 bis 1988 war er Meisterschüler bei Werner Stötzer an der Akademie der Künste der DDR. Im Berliner Stadtbezirk Prenzlauer Berg fand er zum Freundeskreis um Sabina Grzimek, Anatol Erdmann und Hans Scheib, die ihn in seinem künstlerischen Schaffen bestärkten. Dabei blieb er „stärker den Traditionen der figurativen deutschen Bildhauerkunst verpflichtet. So entstanden in den 1980er Jahren eine ganze Reihe von Porträts und weiblichen Aktfiguren, die durch eine verhaltene und dennoch markante Ausdruckskraft getragen werden.“
Reichmann bekam in der DDR öffentliche Aufträge, z. B. 1985 mit Anatol Erdmann und Hans Scheib für die komplexe Gestaltung eines großen alten Wohnhofs in der Oderberger Straße, der heute den Namen Hirschhof trägt. Das Projekt wurde auf der X. Kunstausstellung der DDR gezeigt.
Seine Werke fanden sich in einer bedeutenden Zahl von Einzelausstellungen und Ausstellungsbeteiligungen. In der Zeit der DDR war er u. a. 1988 mit Reichmann auf der International Asian European Art Biennial in Ankara und Istanbul vertreten.
Werke Reichmanns befinden sich u. a. in der Sammlung der Stiftung Kunstforum der Berliner Volksbank und in der Kunstsammlung Pankow.

## Fotografische Darstellung Reichmanns
- Barbara Metselaar Berthold: Reichmann (1984)[3]

## Weitere Werke (Auswahl)
- Nie wieder Krieg (Bodenplastik, Beton); 1982 auf der Ausstellung Plastik und Blumen (Ausstellung)
- Stehende (Guss 1986, Bronze; Berlin-Köpenick, Im Luisenhain)[4]
- Stehende (1984, Bronze, Höhe 105 cm; Kunstsammlung Pankow; Inv. KKA Pl 3)[5]
- Kleine Sitzende (Bronze)[6]

## Ausstellungen seit der deutschen Wiedervereinigung (unvollständig)
- 1991: Berlin, Galerie im Turm („Drei Künstler aus Prenzlauer-Berg“; mit Joachim Bayer und Michael Diller)
- 1992: Berlin, Berliner Kunstverein Weißensee („Eisenplastik“; mit Anna Franziska Schwarzbach, Kerstin Grimm, Lutz Dölle, Martin Wilke, Frank Seidel, Sonja Eschefeld und Florian Flierl)